# John Jacob Abel
John Jacob Abel (Cleveland, 19 maggio 1857 – Baltimora, 26 maggio 1938) è stato un biochimico e farmacologo statunitense.
Nato nelle vicinanze di Cleveland, nel 1891 fondò e diresse il primo dipartimento di farmacologia degli Stati Uniti, all'Università del Michigan dove si era laureato nel 1883. 
Nel 1893 ottenne la prima cattedra di farmacologia alla Johns Hopkins University.
Nel 1897 riuscì ad isolare per la prima volta l'epinefrina, conosciuta anche come adrenalina. Più tardi formulò l'idea del rene artificiale e nel 1914 dimostrò la presenza di amminoacidi liberi nel sangue.
Si dedicò alla ricerca degli ormoni pituitari, per poi dedicarsi allo studio dell'insulina. Nel 1926 affermò di aver isolato e cristallizzato l'insulina, ma questo annuncio fu accolto con notevole scetticismo dalla comunità scientifica e fino al 1955, non fu accettato.
Abel fu anche il fondatore di due importanti riviste scientifiche, il Journal of Biological Chemistry nel 1905 e il Journal of Pharmacology and Experimental Therapeutics nel 1909.